# Inughuit – folket vid jordens navel
Inughuit – folket vid jordens navel är en svensk dokumentärfilm från 1985 i regi av syskonparet Staffan Julén och Ylva Julén. Filmen skildrar det grönländska samhället Qaanaaq, beläget i världens nordligaste kommun Thule. Filmen möttes av positiv kritik och belönades även med en rad filmpriser.

### Fotnoter
1. ↑  ”Inughuit – folket vid jordens navel”. Svensk Filmdatabas. http://sfi.se/sv/svensk-filmdatabas/Item/?itemid=15895&type=MOVIE&iv=Basic&ref=/templates/SwedishFilmSearchResult.aspx?id%3d1225%26epslanguage%3dsv%26searchword%3dinughuit%26type%3dMovieTitle%26match%3dBegin%26page%3d1%26prom%3dFalse. Läst 17 maj 2013.